# Anglosaxons
|  | Per a altres significats, vegeu «anglosaxó». |

Els anglosaxons foren les tribus germàniques que envaïren el sud i l'est de la Gran Bretanya al començament del segle v de la nostra era, i el període (anglosaxó) des de la seva creació fins a la conquesta normanda d'Anglaterra. El període anglosaxó va de l'any 550 a 1066. El terme també es fa servir per a anomenar l'anglès antic (Old English), parlat i escrit pels anglosaxons i els seus descendents en gran part del territori que ara és Anglaterra i part del sud d'Escòcia entre almenys mitjan segle v i mitjan segle xii. L'Old English derivava de l'ingvaeònic.
El monjo benedictí Beda el Venerable, que escrivia al segle viii, identificava els anglesos com a descendents de tres tribus germàniques:
- Els angles, que potser provenien d'Angeln (en la moderna Alemanya); Segons Beda, tota la nació es traslladà a la Gran Bretanya.[5] El nom d'Anglaterra (England) s'originà d'aquesta tribu.[6]
- Els saxons, de la Baixa Saxònia (a Alemanya) i els Països Baixos.
- Els juts, possiblement de la península de Jutlàndia, a l'actual Dinamarca.

## Etimologia
El terme Anglo-Saxon està constatat per escrits des de temps del rei Alfred el Gran, que sembla que freqüentment utilitzava el títol de rex Anglorum Saxonum o de rex Angul-Saxonum ('rei dels saxons anglesos').
La gent indígena britànica, que escrivia en llatí o gal·lès, es referia a aquests invasors com a Saxones o Saeson – aquesta darrera paraula encara es fa servir en el gal·lès actual per a referir-se al poble anglès; en gaèlic escocès, per referir-se a la gent anglesa es diu Sasannach; i en irlandès, Sasanach.
El terme Angli Saxones sembla haver-se usat en escrits del continent europeu un segle després del temps d'Alfred el Gran per Pau el Diaca, historiador dels llombards, segurament per a distingir els saxons anglesos dels saxons continentals (Ealdseaxe, literalment, 'saxons antics').
Els angles (en anglès antic: Engle, Angle) presumiblement prengueren el seu nom de la seva llar ancestral a Jutlàndia, Angul (modernament Angeln), una zona amb forma de ganxo (cf. anglès antic: angel, angul, 'ham', anga, 'ganxo').

## Significats contemporanis
"Anglo-Saxon", en lingüística, encara es fa servir per al component germànic occidental del modern idioma anglès que, més tard, es va desenvolupar i expandir amb la influència de les llengües nòrdic antic i el normand francès. Al segle xix, el terme Anglo-Saxon es va usar àmpliament en filologia i, actualment, de vegades encara es fa servir. En l'època victoriana, alguns escriptors com Robert Knox,
James Anthony Froude, Charles Kingsley i Edward A. Freeman, feien servir el terme Anglo-Saxon per a justificar el racisme i l'imperialisme; també ho feren als Estats Units Samuel George Morton i George Fitzhugh.
El terme Anglo-Saxon de vegades s'usa per a referir-se a la gent descendent o associada d'alguna manera amb el grup ètnic anglès. La definició ha variat segons els temps. Actualment, en les cultures dels anglòfons de fora del Regne Unit, aquest terme es troba en certs contexts com el de "White Anglo-Saxon Protestant" (blanc anglosaxó protestant) o WASP. Aquests termes, sovint, estan polititzats i tenen poca connexió amb la definició etnològica precisa del terme Anglo-Saxon.
Fora dels països anglòfons, el terme Anglo-Saxon i les seves traduccions directes es fan servir per a referir-se als pobles anglòfons i societats de la Gran Bretanya, els Estats Units i altres estats com Austràlia, Canadà i Nova Zelanda -zones que de vegades reben el nom d'Angloesfera. El terme Anglo-Saxon pot ser usat en una gran varietat de contexts, sovint per a identificar en el món anglòfon l'idioma, cultura, tecnologia, salut, mercat, economia i sistemes legals. Inclou "Angelsachsen" (en alemany), "Anglo-Saxon" (en francès), "anglosajón" (en castellà), "anglo-saxão" (en portuguès), "anglosassone" (en italià), "anglosaxó" (en català), "Angurosakuson" (en japonès) i "aнглосакси" (anhlosaksy) (en ucraïnès).

## Història
La història de l'Anglaterra anglosaxona abraça l'Anglaterra medieval des de la fi del domini romà i l'establiment dels regnes anglosaxons al segle v fins a la conquesta dels normands, l'any 1066.

### Orígens (400-600 dC)
La migració dels pobles germànics cap a la Britànnia des de les actuals regions del nord d'Alemanya, Països Baixos i el sud d'Escandinàvia és registrada des del segle v. Sobre la base de la Historia eclesiastica gentis Anglorum de Beda, la població invasora era composta per angles, saxons i juts. No obstant això, evidències posteriors indiquen la presència de frisons i francs. A més, altres dels primers registres d'aquestes migracions es pot veure a la Crònica anglosaxona.

### La cristianització de la Gran Bretanya
Els britans celtes, així com els escocesos i irlandesos, van romandre fidels al cristianisme. Després de l'evangelització d'Irlanda, l'Església celta dona un gran impuls al cristianisme enviant sant Columba a Escòcia, que converteix els pictes l'any 563 i funda un monestir a l'illa d'Iona.
El 597 el papa Gregori el Gran envia Agustí de Canterbury a Kent i quaranta monjos benedictins romans per tal de convertir els anglosaxons en un fet conegut com la missió gregoriana. El rei Etelbert I de Kent (560-616), casat amb una reina franca cristiana, es converteix al cristianisme: sant Adalbert. Sant Agustí funda un monestir a Canterbury, on és coronat bisbe el 601, i rep poders per nomenar bisbes. Des de llavors, Canterbury és la seu oficial de l'Església romana a la Gran Bretanya. Poc després, s'inicia la construcció de les catedrals de Rochester i Londres (la catedral de Sant Pau de Londres).
El 633 el rei cristià Osvald de Northúmbria unifica Northúmbria i crida a sant Aidan i als monjos de Dowe per emprendre la conversió dels súbdits del regne. Sant Aidan funda el monestir de l'illa de Lindisfarne.
Posteriorment, el nou rei Oswiu de Northúmbria (641 - 670) derrota a Penda els merços el 655 i els imposa el cristianisme. En aquells dies, els britans celtes, que evangelitzaven les classes baixes, havien trencat la seva relació amb Roma. El rei Oswy convoca el sínode de Whitby i unifica l'Església sota la primacia del grecoparlant Teodor de Tars, arquebisbe de Canterbury. Teodor funda monestirs i crea una estructura diocesana que romandrà fins a l'edat mitjana. Aquesta  conversió contrasta amb la resistència dels saxons continentals, que van romandre politeistes fins a l'absorció franca.
La unitat eclesiàstica assolida uneix els diferents pobles anglesos amb una llengua comuna, i ressorgeix la vida urbana al voltant de les principals esglésies. A més, s'introdueix la cultura escrita, de la qual com a únic testimoni del segle viii ens ha arribat el poema èpic en anglès antic Beowulf.

### Heptarquia (600-800)

Ubicació general dels pobles anglosaxons cap a l'any 600

L'evangelització dels anglosaxons va començar l'any 597 i va ser completada teòricament cap a l'any 686. Al llarg dels segles vii i viii, el poder va anar traspassant-se entre els regnes més grans. Beda registra Etelbert I de Kent com el més dominant cap a finals del segle vi, però després el poder sembla haver-se traslladat al nord, cap al Regne de Mèrcia i el Regne de Northúmbria.
Ethelbert, com altres reis, va ser reconegut pels reis veïns com a Bretwalda ('líder brità'). L'anomenada supremacia mèrcia va dominar durant el segle viii, encara que no va ser gaire constant. Ethelbald i Offa, els dos reis més poderosos, van aconseguir un prestigi elevat. El rei Offa de Mèrcia(757 - 796), arriba a dominar tots els regnes excepte el de Northúmbria, Wessex i les terres al nord de l'Humber. Offa és el primer a ser anomenat rei dels anglesos. Va envoltar els britons de Gal·les amb la muralla d'Offa, una barrera defensiva de 240 km de longitud. Aquest període és descrit com l'Heptarquia, encara que tal terme està perdent actualment el seu ús en l'àmbit acadèmic.
La paraula sorgeix en funció que els set regnes de Northúmbria, Mèrcia, Kent, Ànglia oriental, Essex, Sussex i el de Wessex van ser els governs més importants del sud de Britànnia. Estudis recents han demostrat que les teories de l'Heptarquia no estan basades realment en evidència fiable i és més probable que el poder hagi oscil·lat entre molts més «regnes». Altres «regnes» políticament importants durant aquest període van ser: Hwicce, Magonset, Regne de Lindsey i el dels angles mitjans.

### Època vikinga i la conquesta normanda (800-1066)
Serà Egbert, rei de Wessex (802 - 839), qui venci els merços. Envaeix Kent i aconsegueix dominar Anglaterra. És l'any 827.
Les primeres incursions dels vikings danesos succeeixen el 789. La seva finalitat era el pillatge. Però, entre el 830 i el 860, flotes de centenars de vaixells s'internen per l'estuari del Tàmesi i es fan amb territoris. El 865, una gran marina vikinga danesa desembarca a East Anglia i pren York el 867. El 869, es fan amb Northumbria i East Anglia i el 870 decideixen envair Wessex, però ara troben una forta resistència per part del rei Ethelred de Wessex.
Alfred el Gran, germà d'Ethelred de Wessex i el seu successor (871 - 899), negocia amb els vikings i aconsegueix que aquests respectin el seu regne mentre conquereixen Mèrcia. Però, en el 878 ataquen Wessex de nou, i Alfred busca refugi en les maresmes de Somerset, on recluta un exèrcit que vencerà Edington. Pel tractat de Wedmore (878), Alfred accepta que els vikings danesos ocupin gran part d'Anglaterra. El rei viking Guthrum el Vell és batejat i coronat com a monarca de Danelaw.
L'estratègia d'Alfred era guanyar temps per assentar les bases d'una nació unificada i formar un exèrcit i una marina eficaces. Del pols del rei Alfred neix el feudalisme anglès. El 866 pren Londres, construeix 30 ciutats fortificades, amb finalitats defensives i comercials, i conquista part de Mèrcia. La victòria d'Alfred el Gran a Edington, Wiltshire, l'any 878 va portar una mica de pau als regnes. D'aquesta manera, aconsegueix que a partir del 890 els danesos tot just assetgin el seu regne. Però, en posseir Jòrvik, els danesos posseïen un important punt estratègic de suport a Anglaterra.
Un fet important durant el segle ix va ser l'ascensió del Regne de Wessex, a la fi del regnat d'Alfred el Gran; el mateix va ser reconegut com a cap suprem per altres regnats meridionals. Posteriorment, el seu net Athelstan és considerat com el primer rei de facto sobre el que avui considerem Anglaterra.
Cap a finals del segle x, va començar a sorgir un interès renovat dels escandinaus per Anglaterra, amb les conquestes de Svend I i el seu fill Canó el Gran. Cap a l'any 1066, van existir tres lords que reclamaven el tron anglès, portant això a dues invasions i a les batalles de Stamford Bridge i en la batalla de Hastings. Aquesta última anunciava l'inici de la conquesta normanda, que acabaria amb l'enderrocament de la política i forma de govern anglosaxona i el seu reemplaçament per les lleis normandes.

### Després de la conquesta normanda
Després de la conquesta, la noblesa anglosaxona s'havia o bé exiliat o havia passat a les files dels camperols. Ha estat estimat que al voltant de només el 8 per cent de les terres es trobaven sota domini anglosaxó cap a l'any 1087. Molts nobles anglosaxons van fugir a Escòcia, Irlanda i Escandinàvia. L'Imperi Romà d'Orient es va convertir en una destinació usual dels soldats anglosaxons, ja que els romans d'Orient necessitaven mercenaris. Ells mateixos es van tornar part important de la guàrdia varega, fins a aquest moment principalment composta per escandinaus. No obstant això, la població d'Anglaterra es va mantenir en la seva majoria d'ascendència anglosaxona; per a ells, el canvi immediat va ser petit, només havien canviat un lord anglosaxó per un normand.

### Final del domini danès
L'any 991, es produeix una nova invasió danesa, que venç en la batalla de Maldon. Davant el nou atac, el rei Etelred II (968 - 1016) es casa el 1001 amb la filla del duc de Normandia per assegurar el seu suport. Però els atacs vikings es refermen i el rei danès Svend Forkbeard envaeix Anglaterra el 1013 amb ànim de conquesta, fent-se amb Oxford i Londres. Ethelred fuig a Normandia.
Al cap de poc, el 1014, es mor Sveyn, i els danesos d'Anglaterra accepten com a rei al seu fill Knut -Canó el Gran-, que el 1016 venç Edmund Ironside, fill d'Ethelred. Canut es casa amb la vídua d'Edmund, es converteix al cristianisme i és proclamat rei d'Anglaterra (1016 - 1035). Canó convoca una gran assemblea el 1018 i aconsegueix la conciliació d'anglesos i danesos, jurant respectar les lleis i tradicions anglosaxones.
A Dinamarca es mor el rei Harald II de Dinamarca, germà de Canó, per la qual cosa aquest assumeix la corona danesa i es desentén progressivament d'Anglaterra. Conquista Noruega i rep homenatge del rei d'Escòcia. La línia de successió danesa a Anglaterra s'extingeix definitivament l'any 1042.
Quan els danesos van desaparèixer de les Illes Britàniques, es restaura la dinastia de Wessex en un fill d'Ethelred, Eduard el Confessor (1042-1066), que introdueix definitivament el feudalisme a Anglaterra. Així, el Witan -format per nobles, bisbes i persones influents- tria el rei i l'aconsella. El territori s'articula en comtats, l'administració correspon a un tribunal i xèrif, en representació del rei. També s'implanta el cadastre com a eficaç sistema de recaptació d'impostos i tributs.
Tot i que Eduard havia fet vot de castedat, es casa amb la filla de Godwin de Wessex, comte de Wessex i Kent. Trasllada la cort a Londres i s'envolta de consellers normands, Eduard s'havia educat a Normandia, i designa un normand, Robert de Jumièges, com a arquebisbe de Canterbury. Eduard és dispensat pel papa del seu vot de peregrinar a Roma a canvi de la construcció de l'abadia de Westminster, a la rodalia del palau.
El rei Eduard va gaudir de gran popularitat entre el seu poble, que va convertir la seva memòria en el símbol de l'Anglaterra independent.
Eduard es mor sense descendència. A partir del 1050, lluiten pel poder Godwin de Wessex i els seus fills Sveynd, Harold i Tostig, el rei Magnus I de Noruega i el seu fill Harald Haardrade, així com Guillem, fill bastard del duc Robert I de Normandia. Serà precisament l'últim, Guillem, qui, després de vèncer en la batalla de Hastings el 14 d'octubre del 1066, sigui coronat a l'abadia de Westminster com a nou rei, el dia de Nadal d'aquest mateix any.

## Cultura

### Arquitectura
Les primeres estructures trobades a la Britànnia eren majoritàriament simples, no predominava l'ús de maçoneria, excepte per als ments, i s'utilitzava fusta amb teulades de palla. Preferien no assentar-se en les antigues ciutats romanes, sinó que construïen petits pobles propers als seus centres agrícoles, als guals dels rius o ubicats de manera que serveixin de ports.
Queden només unes poques restes de l'arquitectura anglosaxona. Com a mínim, una cinquantena d'esglésies són d'origen anglosaxó, encara que, en la majoria dels casos, l'arquitectura anglosaxona ocupa només una porció de les estructures o es troben molt alterades. Totes les esglésies que persisteixen, excepte una de fusta, van ser construïdes amb pedres o maons i, en alguns casos, evidencien haver reutilitzat materials i treballs romans.
Les característiques arquitectòniques de les construccions religioses anglosaxones van des d'influències celtes en les primeres construccions; basíliques influenciades per l'arquitectura romànica; fins al període anglosaxó tardà, amb una arquitectura que es caracteritzava per posseir pilastres sense capitell, arcades cegues, formes de balustre i obertures de forma triangular.

### Art

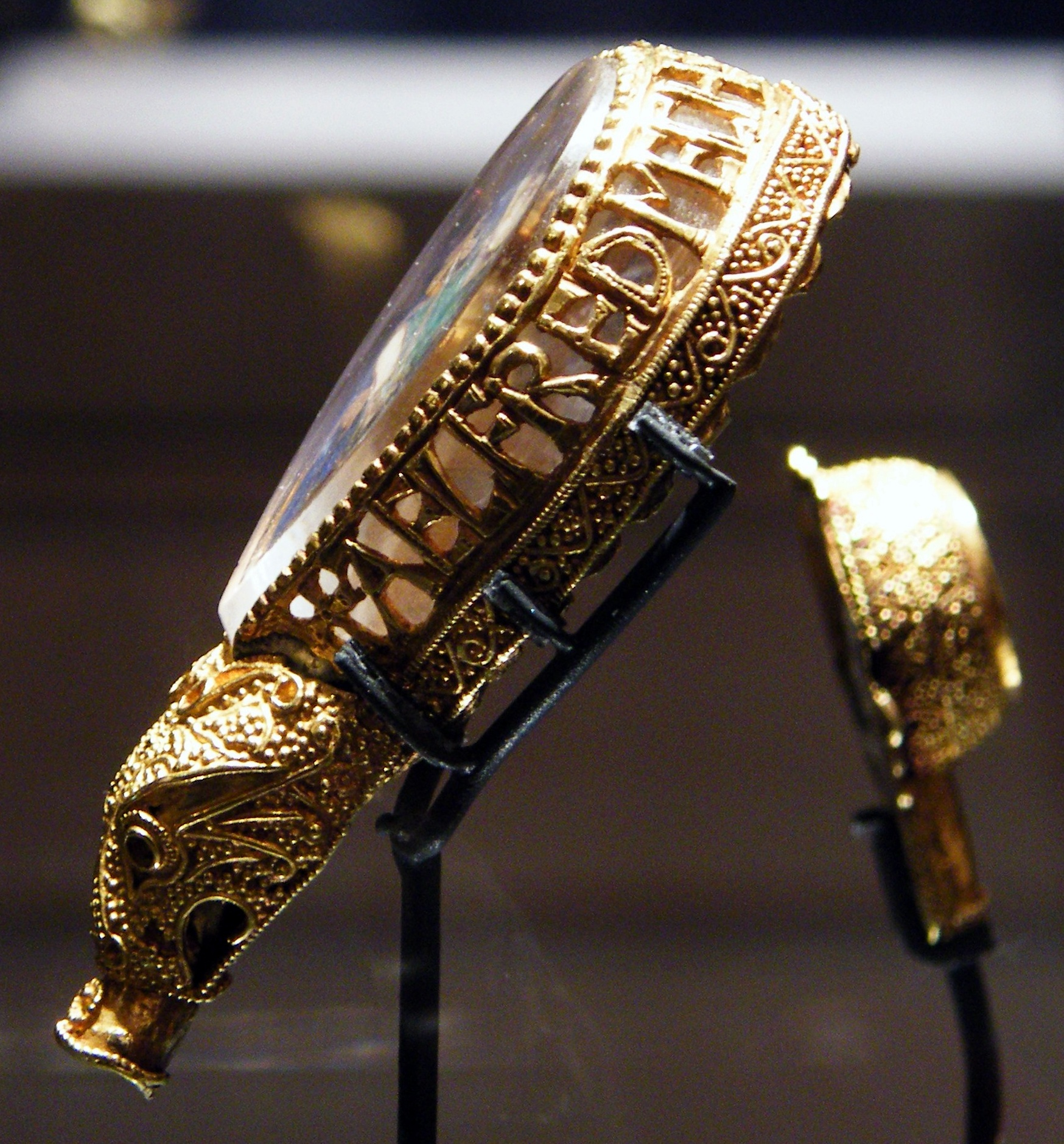
Joieria anglosaxona

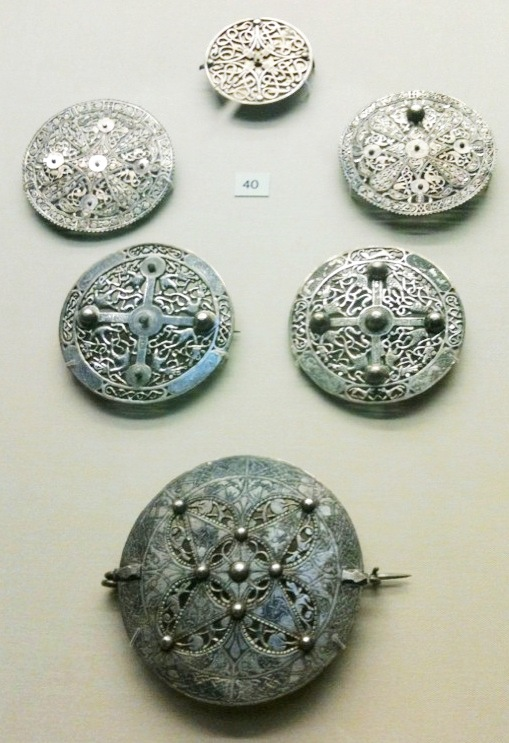
El tresor Pentney

L'art anglosaxó anterior al temps d'Alfred el Gran (871-899) és majoritàriament d'estil hibernosaxó o insular, una barreja de tècniques i motius anglosaxons i celtes. El tresor de Sutton Hoo és un exemple de treball del metall i joieria de les èpoques primerenques de la cultura anglosaxona. El període que va des del regnat d'Alfred el Gran fins a la conquesta normanda, amb la reanimació de l'economia anglesa i la seva cultura després de la fi de les incursions vikingues, porta a un estil diferent en l'art anglosaxó en haver-hi contacte amb les tendències del continent.
L'art anglosaxó és principalment conegut avui dia per manuscrits il·lustrats, com el Benediccional de sant Ethelwold (Biblioteca Britànica) i el Missal de Leofric (Oxford Bodleian Library, MS Bodl, 579). Ambdues peces de referència de l'estil Winchester tardà, que recorda l'art hibernosaxó, l'art carolingi i l'art romà d'Orient per l'estil i la iconografia, combinant les tradicions ornamentals del nord amb les tradicions figuratives del Mediterrani. Per exemple, el Saltiri de Hartley va ser una còpia del Saltiri d'Utrecht carolingi, el qual va ser una important influència en la creació de l'estil anglosaxó de dibuix a ploma.
Els manuscrits no van ser l'única forma d'art anglosaxó, però són els que han perdurat en major quantitat enfront d'altres objectes. Aquells contemporanis d'Europa van estimar l'orfebreria i el brodat anglosaxó (Opus Anglicanum) com de molta qualitat. Potser, la peça més coneguda de l'art anglosaxó és el tapís de Bayeux, el qual va ser encarregat per un client normand a artistes anglesos que treballaven segons el tradicional estil anglosaxó. L'exemple més popular de l'art anglosaxó es troba en les monedes, amb milers d'exemplars existents. Els artistes anglosaxons també van treballar el fresc, l'ivori, l'escultura en pedra, el metall i l'esmalt, però només unes poques peces d'aquestes van aconseguir sobreviure.

### Llengua
L'idioma anglosaxó o anglès antic va ser aquell parlat en l'època d'Alfred el Gran i va continuar sent el llenguatge més comú d'Anglaterra (no en el Danelaw) fins a la conquesta normanda de l'any 1066, quan sota la influència del llenguatge anglonormand parlat per la classe dominant l'anglosaxó va començar a evolucionar cap a l'anglès mitjà en un període que abraça des del 1150-1500.
L'anglosaxó és una llengua molt més propera a les llengües germàniques que l'anglès mitjà. És una llengua molt menys llatinitzada i reté moltes característiques morfològiques (com la flexió nominal i verbal), que van ser perdudes durant els segles XII al XIV. Els llenguatges que avui dia són més propers a l'anglosaxó són els frisons, que són parlats per alguns habitants del nord d'Alemanya, Països Baixos i altres parts de Dinamarca.
Abans que l'alfabetització anglosaxona o llatina s'expandís, s'utilitzava en les inscripcions un alfabet rúnic, el futhorc. Però, quan l'alfabetització va ser més àmplia, es va imposar l'alfabet llatí anglosaxó amb algunes poques lletres derivades del futhorc: 'Thorn' <þ> i 'wynn' <ƿ > (reemplaçada generalment amb una <w> en les reproduccions modernes).
Les tipografies usualment utilitzades i impreses en els textos editats de l'anglosaxó són les següents: 
- A æ bcd ð efghilmnoprst þ uwx i amb només esporàdiques aparicions de j, k, q, v, i z.

### Dret
Hi ha molt pocs codis del període anglosaxó que puguin donar una visió acabada de la cultura legal desenvolupada més enllà del dret romà. Els saxons solien tallar les mans i el nas per càstig (si el delinqüent cometia robatori o un altre crim). Si algú matava un saxó, havia de pagar el preu de rescat (preu d'una persona) i la quantitat variava d'acord amb el rang social de la víctima.

### Literatura

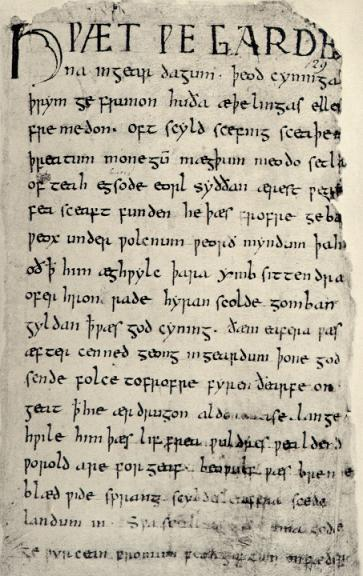
Primera pàgina de Beowulf

Els anglosaxons van conrear gèneres com l'epopeia, l'hagiografia, el sermó, les traduccions bíbliques, les obres legals, cròniques, endevinalles i d'altres. De tots aquests gèneres, es conserven al voltant de 400 manuscrits que han sobreviscut fins als nostres dies.
Les obres més famoses inclouen el poema Beowulf, la Crònica anglosaxona (una col·lecció d'història anglesa antiga), i el Cædmons Hymn del segle vii és el text literari anglès més antic del qual es té coneixement.

### Religió
Les creences dels nadius precristians eren una forma de paganisme germànic i, per tant, molt proper al paganisme nòrdic com en altres cultures germàniques precristianes.
El cristianisme va anar desplaçant gradualment les religions nadiues dels anglesos entre els segles vii i viii. El cristianisme cèltic va ser introduït a Northúmbria i Mèrcia mitjançant monjos des d'Irlanda, però després, el sínode de Whitby va establir l'opció pel ritu romà. A causa del fet que els nous clergues van ser els cronistes i els historiadors, l'antiga religió es va perdre parcialment abans de ser registrada. Avui dia, el coneixement que se'n té es basa principalment en costums, folklore, textos, nexes etimològics i troballes arqueològiques.
Una de les poques referències registrades és la d'un rei de Kent que afirmava que només es reuniria amb el missioner Agustí de Canterbury a cel obert, on estaria sota la protecció del déu del cel, Woden. A més, les prohibicions cristianes escrites sobre actes pagans són unes de les fonts principals d'informació per als historiadors sobre les creences precristianes.
Malgrat aquestes prohibicions, nombrosos elements de la cultura precristiana dels anglosaxons van sobreviure al procés de cristianització. Per exemple, els noms anglesos dels dies de la setmana: 
- Tiw, és l'equivalent anglosaxó de Tyr: Tuesday ('dimarts')
- Woden, l'equivalent anglosaxó d'Odin: Wednesday ('dimecres')
- Þunor, equivalent de Thor: Thursday ('dijous')
- Fríge, l'equivalent anglosaxó de Frigg: Friday ('divendres')